# 19 août dans les chemins de fer
19 juillet 19 septembre
Chronologies thématiques
- Croisades
- Sports
- Disney

Cette page concerne les événements qui se sont déroulés un 19 août dans les chemins de fer.

## Événements

### XIXesiècle
- 1816. France : Louis-Antoine Beaunier est nommé directeur de l'école des mineurs de Saint-Étienne.

### XXesiècle
- 1921. Royaume-Uni : publication de la loi sur les chemins de fer de 1921, qui regroupe les 120 compagnies de chemins de fer du pays en quatre grands groupes, les Big Four, avec effet au 1er janvier 1923.

### XXIesiècle
- 2001. Sri Lanka : un train express déraille sur des voies venant d'être posées, entraînant la mort de 15 personnes.